# Jüri Tarmak
Jüri Tarmak (Tallinn, 21 juli 1946 – 22 juni 2022) was een Estisch atleet, actief in de Sovjettijd, die was gespecialiseerd in het hoogspringen.

## Loopbaan
Tarmak won op de Europese indoorkampioenschappen een zilveren en een bronzen medaille. Tijdens de Olympische Spelen van 1972 in het West-Duitse München werd Tarmak olympisch kampioen. Tarmak was de laatste mannelijke olympisch kampioen die gebruik maakte van de rolsprong.
Hij werd 75 jaar oud.

## Titels
- Olympisch kampioen hoogspringen - 1972

## Persoonlijke records
| Onderdeel              | Prestatie | Datum         | Plaats  |
| ---------------------- | --------- | ------------- | ------- |
| hoogspringen (outdoor) | 2,25 m    | 18 juli 1972  | Moskou  |
| hoogspringen (indoor)  | 2,23 m    | 19 maart 1972 | Tbilisi |

## Palmares

### hoogspringen
- 1971:  EK indoor - 2,17 m
- 1972:  EK indoor - 2,22 m
- 1972:  OS - 2,23 m

## Prestatieontwikkeling
- 1970/71 2,21 m
- 1971/72 2,23 m
- 1972/73 2,20 m
- 1973/74 2,18 m

1896: Ellery Clark ·
1900: Irving Baxter ·
1904: Samuel Jones ·
1908: Harry Porter ·
1912: Alma Richards ·
1920: Richmond Landon ·
1924: Harold Osborn ·
1928: Robert Wade King ·
1932: Duncan McNaughton ·
1936: Cornelius Johnson ·
1948: John Winter ·
1952: Walter Davis ·
1956: Charles Dumas ·
1960: Robert Sjavlakadze ·
1964: Valeri Broemel ·
1968: Dick Fosbury ·
1972: Jüri Tarmak ·
1976: Jacek Wszoła ·
1980: Gerd Wessig ·
1984: Dietmar Mögenburg ·
1988: Hennadi Avdjejenko ·
1992: Javier Sotomayor ·
1996: Charles Austin ·
2000: Sergej Kljoegin ·
2004: Stefan Holm ·
2008: Andrej Silnov ·
2012: Erik Kynard ·
2016: Derek Drouin ·
2020: Gianmarco Tamberi & Mutaz Essa Barshim ·
2024: Hamish Kerr
- Gemeinsame Normdatei: 1184434360
- World Athletics: 14356501
- Virtual International Authority File: 5582155648130618330007